# デービッド・アトキンソン
デービッド・アトキンソン（英語: David Atkinson, 1965年5月10日 - ）は、在日イギリス人の経営者。小西美術工藝社社長、一般社団法人社寺建造物美術保存技術協会代表理事。京都国際観光大使、二条城特別顧問、迎賓館アドバイザー。ゴールドマン・サックス元マネージング・ディレクター。三田証券株式会社元社外取締役。金融アナリストの経歴を持つ日本の観光政策・文化財政策・経済政策の専門家。

## 経歴
オックスフォード大学で日本学を学ぶ。
アンダーセン・コンサルティング（アクセンチュアの前身）やソロモン・ブラザーズに勤務し、1990年に渡日。1992年にゴールドマン・サックスに移ってアナリストとして活動した。1998年に同社マネージング・ディレクターを経て、2006年10月にパートナー（共同出資者）に選出されたが、2007年1月初旬に就任したその日に辞職。私生活では1999年に裏千家に入門し、2006年に茶名「宗真」拝受する。
アナリストを引退して茶道に打ち込む時期を経て、長野県軽井沢町に所有する別荘の隣家が日本の国宝や重要文化財などを補修している小西美術工藝社社長の家だった縁で経営に誘われて2009年に同社に入社し、2010年5月に会長就任。2011年4月に社長兼務となって、高齢・高給職人に対する賃金カットと若年職人に対する正規雇用化と体系的な教育の導入などの経営の近代化と建て直しにあたった。その後は日本の文化財政策・観光政策に関する提言などを積極的に行うようになり、東洋経済新報社の著書『新・観光立国論』で第24回山本七平賞を受賞した。2015年5月より東洋経済ONLINEにて文化財・観光・経済政策に関する題材を中心とした連載を開始。同年に京都国際観光大使に就任している。2016年には三田証券株式会社の社外取締役に就任。2017年6月に日本政府観光局の特別顧問に就任。
日本では明治以降、文化財の修理に中国産の漆が多く使われてきたが、これでは「偽物の復元」であり、また日本産の漆を使わないと日本国内の漆製造技術が廃れる虞があるとして、2012年から2014年当時に文部科学大臣であった下村博文に陳情し、2018年4月以降、国指定文化財（国宝・重要文化財など）の修理においては原則として100%日本産の漆を使うように制度を改めさせたとしている。
2016年に雑誌『財界』の「経営者賞」を受賞。
一般社団法人社寺建造物美術保存技術協会代表理事として改革を進め、2017年から、それまでは経営者のためのものであった協会を、雇用されている技能者（職人）を準会員として登録することで技能者の育成を基軸とした体制に改めた。また2020年から人材育成と業界の透明性向上のために研修制度を改めて部門別のカリキュラムを作成し、2022年から職人の技能レベルに応じた4段階の技能者認定制度の本格的な運用を開始する。アトキンソンは、この研修と認定制度を小西美術工藝社の会長に就任した頃から主張し、反対意見を抑えて12年間かけて本格運用にこぎつけたとしている。
菅義偉のブレーンの一人として、菅が内閣官房長官時代から観光政策や経済政策に関して助言を行い、菅が内閣総理大臣に就任した2020年には政府の成長戦略会議の議員に起用された。
2024年、文化庁長官表彰。

## 主張
日本の国宝や重要文化財に指定された建造物文化財の年間修復予算が80億円で、一例として経済規模が半分のイギリスの500億円と比べても低予算すぎると指摘し（2011年時点）、建造物文化財の保存に支障をきたし、観光などの経済効果の面でも機会損失をしていると主張している。また日本の観光業界・行政が売り物にする「おもてなし」が外国人旅行者から見ると優先度が実は低いと指摘。長期滞在してもらえる仕組みづくりやガイドの配置、公衆トイレといった環境整備を積極的に行うべきであると主張している。
文化財の修理・保存について、国が事業社に発注する際の入札制度が最も重要であると訴えており、伝統技術を特殊技術として明確に位置付けて、応札する事業社の資格として選定保存団体や実績がある団体に限定し、それらの団体には職人の技能認定制度を義務付けるようにして、施工はそれらの技能を保有する技能者に限定するように制度を改めるよう文化庁の審議会で訴えている。
日本経済と社会保障に関して、人口減少社会と少子高齢化社会における将来の社会保障の持続困難性を指摘したうえで、企業の生産性向上が絶対に必要であると繰り返し主張している。特に技術革新や海外展開に対応できる人材が乏しく、最新設備の導入にも限界がある、日本に過剰な数がある中小企業が生産性低下の大きな要因だとし、そのために最低賃金を引き上げて経営力と競争力がない中小企業を淘汰・統合するなどの政策を行うべきであると提言している。
さらに、最低賃金の全国一律に収斂すること、最低賃金をビッグデータに基づいて毎年引き上げることを主張し、商工会議所と対立をしている。商工会議所は、「最低賃金を引き上げると、倒産は増えて、失業者も増える」と主張するが、第二次安倍政権以降は、最低賃金を引き上げても、企業数は純増して、就業社員数も最高水準を更新しているため、商工会議所の主張は事実に反すると指摘している。
中小企業の統廃合の必要性については、2020年5月29日号のプレジデント・オンラインのインタビューで、「非効率的な働き方を引き起こしている」原因は「企業の規模そのもの」にあるとし、次のように語っていた。
| 「中小企業は、小さいがゆえにさまざまな問題を引き起こし、低生産性を招いています。（中略）現実問題としては、器が小さいままでは業務にICTを導入することもできません。生産性のボトルネックは、企業規模なのです。（中略）人のリソースの問題だけではありません。お金だってそうです。仮に同じ粗利益でも、売り上げが小さい中小企業では研究開発に注ぎ込める額が小さくなります。研究開発費をかけずにイノベーションを起こせるのでしょうか。日本からイノベーションが生まれないのはクリエーティビティに欠けているからだとよく言われますが、別に日本人の資質のせいではありません。企業という器の大きさのせいです。（中略） 規模の問題を考慮せずに、中小企業の労働生産性を高めようとする試みにあまり意味はないと私は考えています。中小企業は、小さいこと自体が問題。ですから、中小企業を成長させたり再編したりして、器を大きくすることをまず考えるべきです。それができない中小企業は、どうすべきか。誤解を恐れずに言うと、消えてもらうしかありません。とくに数を減らすべきは小規模事業者でしょう。統計上、小規模事業者の多くは実効税率ゼロです。なかには追加の課税から逃れるために小規模事業者のままでいる会社もあるくらいです。小規模事業者は、せめて中堅企業にならないといけません。 人口減少の観点からして、小規模事業者の中でも中堅企業にはならない、なろうとしない、慢性的な赤字企業はただの寄生虫ですから、退場してもらったほうがいい。新型コロナウイルスの補助金も小規模事業者にはいらないでしょう。起業してしばらくはどこも小規模なので、補助金があってもいい。しかし、設立10年を経過しても小規模のままで、これまで5期以上納税ゼロという会社に補助をする必要があるのでしょうか。無理に生き延びさせれば、日本がアフターコロナでふたたび立ち上がるときの足を引っ張るだけ。私は不要だと思います。。 |

強固な反減税論者で、基礎控除増額による手取り増が実現すると、企業に対する賃上げ圧力が低下するとともに、国力低下を招くと主張している。なお、増税により高齢者の手取りが増加するとも主張している。

## 著書
- 『銀行 不良債権からの脱却』（1994年10月11日、日本経済新聞社）ISBN 9784532143312
- 『イギリス人アナリスト 日本の国宝を守る』（2014年10月22日、講談社+α新書）ISBN 9784062728706
- 『新・観光立国論 イギリス人アナリストが提言する21世紀の「所得倍増計画」』（2015年6月8日、東洋経済新報社）ISBN 9784492502754
- 『イギリス人アナリストだからわかった日本の「強み」「弱み」』（2015年6月24日、講談社+α新書）ISBN 9784062728973
- 『国宝消滅 イギリス人アナリストが警告する「文化」と「経済」の危機』（2016年2月1日、東洋経済新報社）ISBN 9784492396292
- 『新・所得倍増論 潜在能力を活かせない「日本病」の正体と処方箋』（2016年12月22日、東洋経済新報社）ISBN 9784492396353
- 『日本再生は、生産性向上しかない!』（2017年5月1日、飛鳥新社）ISBN 9784864105484
- 『世界一訪れたい日本のつくりかた 新・観光立国論 実践編』（2017年7月7日、東洋経済新報社）ISBN 9784492502907
- 『新・生産性立国論 人口減少で「経済の常識」が根本から変わった』（2018年2月23日、東洋経済新報社）ISBN 9784492396407
- 『日本人の勝算: 人口減少×高齢化×資本主義』（2019年1月11日、東洋経済新報社）ISBN 9784492396469
- 『日本の生存戦略 デービッド・アトキンソンと考える』（2019年4月、東洋経済新報社 週刊東洋経済eビジネス新書）ISBN 9784492920954
- 『国運の分岐点 中小企業改革で再び輝くか、中国の属国になるか』（2019年9月21日、講談社）ISBN 9784065175606
- 『日本企業の勝算: 人材確保×生産性×企業成長』（2020年3月27日、東洋経済新報社）ISBN 9784492396520
- 『新・日本構造改革論 デービッド・アトキンソン自伝』（2021年5月7日、飛鳥新社）ISBN 9784864108102
- 『「強い日本」をつくる論理思考 データを重視しない議論に喝！』（共著者:竹中平蔵）（2021年8月4日、ビジネス社）ISBN 9784828423159
- 『給料の上げ方 日本人みんなで豊かになる』（2023年4月20日、東洋経済新報社）ISBN 9784492558096

## テレビ番組
- 日経スペシャル カンブリア宮殿 日本の国宝を守れ！ 文化財修復会社トップは英国人アナリスト（2015年5月21日、テレビ東京）- 小西美術工藝社社長として出演[30]。
- ETV特集「日本の文化財を守れ～アトキンソン社長の大改革～」(2017年4月29日、NHK教育テレビ) [31]